# Zygoballini
Zygoballini è una tribù di ragni appartenente alla sottofamiglia Dendryphantinae della famiglia Salticidae dell'ordine Araneae della classe Arachnida.

## Distribuzione
I tre generi oggi noti di questa tribù sono diffusi nelle Americhe; tre specie del genere Zygoballus, provenienti dall'India, da uno studio dell'aracnologo Ryan Kaldari del 2010 sono state attribuite ad altri generi.

## Tassonomia
A maggio 2010, gli aracnologi riconoscono tre generi appartenenti a questa tribù:
- Messua Peckham & Peckham, 1896 — America centrale (11 specie)
- Rhetenor Simon, 1902 — USA, Brasile (2 specie)
- Zygoballus Peckham & Peckham, 1885 — Americhe (18 specie)